# Luis Vásquez
Luis Humberto Vásquez Barrios (Molina, Chile, 11 de enero de 1976) es un exfutbolista chileno que jugó como portero. Actualmente es el preparador de arqueros de Curicó Unido.

## Trayectoria
Comenzó su carrera futbolística en Unión Española, club donde hizo divisiones inferiores, en 1997, año en que los "hispanos" descendieron por primera vez a la Primera B, siendo campeón de la división con el equipo en 1999. Continuó en Deportes Ovalle, por dos temporadas, para posteriormente fichar en Deportes Temuco y Deportes Melipilla. En Temuco y Melipilla era titular indiscutido en la portería, cuando ambos equipos participaban en Primera División, fue figura en partidos importantes y siendo destacado a nivel nacional, tanto así que incluso estuvo cerca de firmar en Colo-Colo el 2004.
En el año 2006 llegó a Curicó Unido, equipo recién ascendido a la Primera B, y de la ciudad de Curicó, muy cercana a su natal Molina. En Curicó fue siempre titular, una de sus figuras y el capitán que levantó la primera copa de campeón de la Primera B, en aquella destacada temporada del club en 2008.Luego, formó parte del plantel curicano al año siguiente, jugando en Primera División, y que lamentablemente descendió a fin de año. Es el séptimo jugador con más partidos en la historia del club albirrojo, con 177 partidos entre 2006 y 2010, año de su retiro.Tras dejar la práctica profesional, fue entrenador de la escuela de fútbol de Curicó Unido, preparador de arqueros de las divisiones inferiores, femenina y primer equipo del club "tortero" de forma interina y en 2024 forma parte del cuerpo técnico del DT Héctor Almandoz.

## Clubes
| Club               | País  | Año       |
| ------------------ | ----- | --------- |
| Unión Española     | Chile | 1997-1999 |
| Deportes Ovalle    | Chile | 2000-2002 |
| Deportes Temuco    | Chile | 2003-2004 |
| Deportes Melipilla | Chile | 2005      |
| Curicó Unido       | Chile | 2006-2010 |

## Palmarés

### Campeonatos nacionales
| Título    | Equipo         | País  | Año  |
| --------- | -------------- | ----- | ---- |
| Primera B | Unión Española | Chile | 1999 |
| Primera B | Curicó Unido   | Chile | 2008 |